# Олений Рог-1
Олений Рог-1 — деревня в Пеновском районе Тверской области.

## География
Находится в западной части Тверской области на расстоянии приблизительно 8 км на север-северо-запад по прямой от районного центра поселка Пено у северного берега озера Пено.

## История
На карте 1939 года уже была показана как Олений Рог. На более поздних картах уже Олений Рог-1. До 2020 года входила в Заёвское сельское поселение (Тверская область) Пеновского района до их упразднения.

## Население
Численность населения: 5 человек (русские 100 %) в 2002 году, 1 в 2010.